# ドラえもん のび太の創世日記
- ドラえもん > 大長編ドラえもん > ドラえもん のび太の創世日記
- ドラえもん > ドラえもんの派生作品 > ドラえもん (1979年のテレビアニメ)  > ドラえもん映画作品 > ドラえもん のび太の創世日記

『ドラえもん のび太の創世日記』（ドラえもん のびたのそうせいにっき）は、藤子・F・不二雄によって執筆され、月刊コロコロコミック1994年9月号から1995年3月号に掲載された大長編ドラえもんシリーズの作品。および、この作品を元に1995年3月4日に公開されたドラえもん映画作品。大長編シリーズ第15作、映画シリーズ第16作。
同時上映は『2112年 ドラえもん誕生』。

## 概要
藤子・F・不二雄は『四万年漂流』（足塚不二雄名義）、SF短編『創世日記』、『ドラえもん』の「地球製造法」等、「創世」をテーマにした作品を幾度と発表しており、本作は藤子Fにとって「創世テーマ決定版に」という意気込みで描かれた作品である。映画化に際し脚本としても藤子Fは参加したが、「生物進化」「文明進化」など難解な題材を扱う内容となったため、次回作『のび太と銀河超特急』は作風を変えて子供も楽しめるようなビジュアル主体の賑やかな物語となった。「じっくり書き込めば書いても書き切れないビッグテーマ」「190ページ足らずのコミックス、100分のアニメに盛り込むにはかなり無理がありました」とも語っており、考えた様々なエピソードのうち半分以上が積み残されてしまったという。
ストーリー構想は例によってほぼ描き進めながら動かしていたらしく、物語をどうまとめればいいのか苦労し、終盤に登場するエモドランについても「締め切りを一日延ばして待ってもらっていたある朝（中略）浮かんできた」、「彼を登場させることでどうにか話を終わらせることが出来た」と語っている。また、この作品から藤子Fのチーフアシスタントとなったむぎわらしんたろうが「進退化放射線源」を使うシーンで小さな虫が飛んでいることに対して「これが伏線になるのか?」と直接尋ねたところ、「つながればいいし、なければないで終わりだし」と答えていたという。
本作におけるドラえもんたちは「創世セット」によって生み出された「新地球」の観察に終始し、第三者的な役割を担っている。また各時代でのび太たちのそっくりさんが登場する「新地球」の歴史は『ドラえもん』のパラレルワールドとなっており、ドラえもんたちがもう一つの『ドラえもん』世界を見るという不思議な「入れ子」構造が描かれる。そのため、物語の後半は「新地球人」の出木杉が登場し、ドラえもん達と最後まで行動を共にする。彼本人ではないが、関係者が物語の最重要部まで関わるのは大長編・第2作第1期で唯一である。
原作、映画ともにジャイアンが新曲を歌っているが、「新曲」と謳いつつ、映画劇中で流れる曲はいつもの『おれはジャイアンさまだ!』である。
なお、のび太が昆虫を人間並みに進化させてしまうという設定は、同年に発表された『ドラえもん ガラパ星から来た男』でも使用されている。本作の連載第一回の掲載号コロコロコミック1994年9月号には、別冊付録に『ガラパ星から来た男』が収録された44.5巻という冊子が付属していた。
映画としては16作目となり、同時上映作品『2112年 ドラえもん誕生』と併せてパンフレットでは『Wドラマチック!!ドラえもんフェスティバル!!』と題された。また、新地球の近代世界において地底で進化を遂げた昆虫人が地上人への攻撃手段として地上に大地震（＝関東大震災）を起こそうとするというエピソードも考えられており撮影もされたが、1月17日に発生した阪神・淡路大震災の影響を考慮してカットされた。
この作品からタイムマシンで移動する時の超空間バックがポリゴンCGを用いた仕様のものに変更され、旧来の超空間は併映作の『2112年ドラえもん誕生』で使用されたのが最後となった。つまり同タイミングで超空間の表現法が『2112年ドラえもん誕生』が旧表現、『ドラえもん のび太の創世日記』が新表現になっている。
シリーズ中初めて海援隊が主題歌を担当しており、本作も例年通り武田鉄矢が作詞を担当している。

## あらすじ
夏休みが半分に過ぎても、のび太は自由研究の題材が見つからず行き詰まっていた。見かねたドラえもんは未来デパートから創世セットを購入する。夏休みの宿題用の道具でありながら、もう一つの太陽系を作り出すことができるものだった。のび太は「神様」として新世界を創造し、その観察日記をつけることになった。トラブルはありつつも地球は無事に生まれ、海が満ち、生命が誕生しはじめた。一方、同じく自由研究が手付かずだったジャイアンはのび太と共同研究にしようと走り回っていたが、裏山でカマキリのような怪人を目撃する。
出来上がった「新地球」に降り立ったドラえもんとのび太だが、まだ地上は虫が住む程度だった。早く恐竜や動物、人間を繁栄させたいのび太にせがまれ、ドラえもんはユーステノプテロンを一匹捕獲して進化退化放射線源を当てる。それにより進化は大きく進み、やがてのび太の大好きな恐竜が地上に栄えるものの、最終的に恐竜は小惑星の衝突によって現実同様に絶滅してしまった。生物は誕生と滅亡を繰り返して進化するという無情さをのび太は思い知る。そこにジャイアンが訪れ、手土産としてスネ夫から取り上げた漫画を強引に押し付けて去って行く。ドラえもんは追いかけて漫画を返そうとするが、誤って走行中の車に落としてしまう。この過失で弱みを握られたドラえもんによって不本意ながらジャイアンとスネ夫を研究に参加させる羽目に。どうせ皆でやるならとしずかも誘い、創世日記は結局いつものメンバーの共同研究となるのだった。
新地球では永き時が流れており、人間が誕生して石器時代に突入していた。そこで一行は自分達によく似た少年3人を発見し、神様としてつい肩入れして力を貸す。神の存在が新地球の人々に知られ、のび太も神様として彼らを守っていくことを宣言する。共同研究は順調な滑り出しを見せるが、その様子をあのカマキリの怪人が窺っていた。翌日、四丈半島の別荘へバカンスに行ってしまったスネ夫とジャイアンを放って、ドラえもん、のび太、しずかの3人は新地球に行く。文明は弥生時代レベルまで進化していたが、同時に宗教という概念が生まれており、神への生贄を捧げる風習までも存在した。本物の神様として、勝手に作られた風習に異を唱えるドラえもんたちは生贄を助けるべく行動し、生贄を求めていたとされるムカデの怪物・白神様を撃退する。その際にのび太の尻に何か棘のようなものが刺さり、帰って調べてみるとそれは小さな矢であった。
時は流れ、多くの文明が生まれ、国同士の交流も盛んになっていた。そろそろ他の国も見回るべきというしずかに対し、生贄事件で助けた自分に似た少年ノビ彦の子孫が気になって仕方ないのび太はスペアポケットを手に、一人で日本に似た国に行くことに。その国は平安時代のような社会となっていた。ノビ彦の子孫の野比奈は冴えない老人であり、薬草売りでやはり貧しい暮らしをしていた。そんなある日、野比奈はチュン子という甲虫類と人間を合わせたような奇妙な生き物を保護する。のび太の陰ながらの支援もあり、チュン子は元気になったのだが、生き物嫌いの野比奈の妻に見つかってしまい、引っ叩かれて飛び去ってしまった。探しに行った野比奈はやがてチュン子の養親によって「チュン子のお宿」に招かれ、歓待を受けた後にお土産を貰って帰るという『舌切り雀』のような体験をする。お土産の箱には一杯の宝が詰めてあり、のび太はこの一族にも運が向いてくるだろうと満足して去る。しかしのび太も野比奈も気付かなかったが、チュン子の養親もまた昆虫人だった。彼らは人間との共存を望んではいたのだがその直後、都の人間が名医の令嬢捜索の名目で、居もしない鬼を討つべく山狩りを行った。やむなく昆虫人は人間の望み通りの鬼に化けて彼らを追い払う。
一方、四丈半島に行ったスネ夫とジャイアンは昆虫人の乗る謎のタイムマシンに拉致されていた。このタイムマシンは密航としてタイムパトロールに追われていたが、超空間の支流に飛び込んで逃げおおせる。のび太はしずか、ドラえもんと合流する。しずかは外国で「女神様」として様々な奇跡を起こしていたが、同時に各地で起きていた宗教戦争に悩まされたと語る。作られた神や伝説を盲信し、過ちを犯すのはいつの時代もどこの国も一緒だった。しかし奇妙なことに、どの国でも小さな羽を持つ妖精が信じられ、地底世界の伝説が語り継がれていたという。
新地球の人類の文明は近世まで発達していた。野比奈の血筋である野美家は野比奈の遺した財産から富を築き、その子孫の野美のび秀は野美コンツェルンの社長となっていた。のび秀は南極で発見された大穴の探検のため、出木杉そっくりの科学者・出木松博士、しずかそっくりの秘書・源しず代と共に飛行船で出発した。ドラえもん、のび太、しずかも新地球の謎を解くべく密かに同行し、南極に到達する。大穴の中は昆虫人が暮らす地底世界であり、のび秀は昆虫人の大統領に招かれる。大統領は昆虫人の歴史を語る。彼らの先祖はこの星の自然を独占していたが、約5億年前の「神のいたずら」と呼ばれる何者かの干渉により進化した恐竜や哺乳類に地上を支配され、寒冷地や高地に追いやられた。その後、地底世界を発見し、そこで独自の進化を遂げたのが彼らだという。しかし彼らはいつの日か地上を取り戻す機会を虎視眈々と狙っており、地上人類が地下にも進出し始めた事を機に、宣戦布告することを決めたのだった。
一方のドラえもんたちは地底世界に連れてこられていたジャイアンとスネ夫と再会する。彼らを連れてきたのはのび太に似た昆虫少年のビタノ。大統領の息子でもある彼は、大学の卒業論文として「神のいたずら」の解明を目指していた。ひょんなことからタイムマシンを手に入れたビタノは5億年前で謎の髪の毛を発見し、そのDNAを追って外の世界（本来の地球）にまで到達したのだが、それ以上は解明できていなかったので関係のありそうなジャイアンとスネ夫に話を聞こうとしていたのだ。ドラえもんとのび太は、「神のいたずら」とは自分達の進化作業のことだと悟る。また、その時の進化退化放射線源は一匹の羽虫にも当たっており、それによって昆虫人への進化も促していたのだ。すると、ドラえもんに似たエモドランがやってくる。のび太の面倒を見るドラえもんと同じく、タイムマシンで未来からビタノの元にやってきたロボットだった。
交渉が決裂したのび秀は飛行船に戻ってくる。地上世界へ危機を知らせるべく飛び立とうとする飛行船と、それに砲台を向ける昆虫軍。一触即発の中、ドラえもん一行が互いを静止しながら降りてきた。ドラえもんとのび太は地球を作った「神様」として、そしてこの事態の招いた責任を取り、第三の地球を提供する。複製した創世セットを使い、エモドランの協力によって、まだ昆虫が地上を支配していた時期まで作り上げたのだ。大統領はそこに移住して理想の社会を作ることを決め、人類への攻撃を中止。戦争は回避され、のび秀の飛行船も無事に地上世界へと戻った。ドラえもんたちは「もう神様は必要ない」と、立派に育った二つの星をそこで生きる人々に任せ、創世日記を仕上げるため元の世界へ戻っていくのだった。

## 舞台
新地球
ドラえもんとのび太がひみつ道具「創世セット」で作り出した、もうひとつの地球。現実世界の地球に似た地形で、よく似た歴史を辿っている。また、「京東」「カメリア」「キリギス」などよく似た国家や都市が作られている。地上では人類が文明を築いているが、内部は空洞で昆虫人による文明が築かれている。のび太の力量なのか、この世界の太陽は本物より少しだけ小さいらしく、そのせいもあって極地が占める面積が本物より広く、30年に1度ほどの割合で異常気象に見舞われている。

## 作中に登場する生物や都市

### 生物
サンクタカリス
ドラえもんたちが海の中を観察している際に発見している。紫色の捕食者として当時するが、アノマロカリスに捕食される。
アノマロカリス
ドラえもんたちが海の中を観察している際に発見している。カンブリア紀の海のシーンで最後に赤い色をした捕食として登場している。
ピカイア、オパビニア、アランダスピス、ドレパナスピス
漫画版のみ登場。海の世界を映し出す際に映る。
コッコステウス
水中カメラのモニターに映り込む黄色の色をしている。
ユーステノプテロン
つかみ取りバズーカーによって、釣り上げられた古代魚。進化退化放射線を撃たれたことにより、進化の速度が更に進む。
イクチオステガ
ユーステノプテロンが進化した姿。ユーステノプテロンを進化させた次の日の朝に陸に上がり、2人が喜ぶ。
コエロフィシス、カマラサウルス、ステゴサウルス
モニターのカメラに映り込む。映画製作当時の研究事情もあり、コエロフィシスはS字の姿をしていない。
セイスモサウルス、ティラノサウルス
のび太が新世界の地球で遭遇した恐竜たち。
マンモス
石器時代に登場する。子供がノンビたちに似た少年襲われノンビたちを追いかけたがドラえもんたちの手助けによって危機を回避する。
昆虫人
後述記載をする。

### 都市
日本に似た国
現実の日本とほぼ同じ文明の進化を辿った国。形状も日本列島に似ている。
邪馬台国
大きなムラが集まった巨大な集落。
騎馬兵や弓兵も存在し、大きな武力を持っている。
平安の都
貴族の屋敷が数多く存在している巨大都市。
貧民は生きていくにも苦しい生活を強いられている。またこの時代にはすでに武士が登場している。
京東
飛行船や車、号外新聞といったものが存在し、大正時代の日本に似ている。
中世の世界
各地で宗教戦争が起こり、ペストのような感染症も蔓延している。
カメリア、キリギス
近代の世界で確認された先進国。
昆虫世界
南極の大穴から繋がる地下空洞に広がる世界。地上を追われた昆虫人が逃れ、ここで独自の進化を遂げた。地下でありながら明るく、地表とは反転した重力を持つ。

## 声の出演
- ドラえもん - 大山のぶ代
- のび太 - 小原乃梨子
- しずか - 野村道子
- ジャイアン - たてかべ和也
- スネ夫 - 肝付兼太
- のび太のママ - 千々松幸子
- のび太のパパ - 中庸助
- 出木杉 - 白川澄子
- しずかのママ - 松原雅子

## ゲストキャラクター

### 創世セットのキャラクター

#### 新地球人
ドラえもんとのび太が作った新しい地球に住む人間。
石器時代の人物
ノンビ
声 - 林原めぐみ
のび太に似た少年。スモやジモに苛められている。
スモ
スネ夫に似た少年。
ジモ
ジャイアンに似た少年。

弥生時代の人物
ノビ彦
声 - 林原めぐみ
のび太に似た兵士。スネ若隊長に命じられ、神への生贄となった少女を見張る。
スネ若隊長
スネ夫に似た隊長。ノビ彦の上司。嫌な仕事はノビ彦に押し付ける。
ジャイ女（ジャイめ）
生贄に選ばれた少女。ドラえもん達が陰でムカデを退治したことで生還できた。生贄として顔と名前が伏せられていたが、ノビ彦を命の恩人と勘違いして求婚し名前とジャイアンそっくりの顔が明かされる、というオチであった。
ヒメミコ
声 - 巴菁子
シャーマニズムで村を支配している老婆の巫女。白神様へ少女を生贄にせよとの神の御告げを申し渡す。
元となっているキャラクターは卑弥呼。
王弟
声 - 加藤治
ヒメミコの弟。ヒメミコの御告げを外に伝える役目をしている。

平安時代の人物
野比奈
声 - 辻村真人
ノビ彦の子孫で、薬草売りの老人。恐妻家。貧しいが優しい心を持つ。ある事をきっかけに莫大な財産を手に入れ、妻からも好かれるようになる。そしてその子孫は繁栄することになる。のび秀の屋敷には銅像が建てられ偉業を語り継がれている。
スネ麻呂
右大臣の病気を治した名医。スネ夫に似た顔で、豪邸で暮らしている。医師としての名声を高めて帝に取り入る機会を狙っている。薬草の価格交渉に来た野比奈を邪険に扱う。
スネ子
声 - 山田恭子
スネ麻呂の娘。紅葉狩りで迷子になり、スネ麻呂が右大臣に掛け合って山狩りが行われることになった。
源頼光
声 - 稲葉実
平安時代中期の実在の人物。侍たちの大将。紅葉狩りの際に迷子になったスネ麻呂の娘・スネ子の捜索と山に住む鬼の退治のため山狩りを決行する。原作では小太りで髭面の中年だが、映画では凛々しい外見の男性。しかし昆虫人が化けた巨大妖怪にびびって逃亡した。

近代の人物
大正時代風。
野美のび秀
声 - 井上和彦
野比奈の子孫で、野比奈が遺した富を元に築かれた野美コンツェルンの社長。出木松博士を資金援助し、南極の大洞窟への探検に挑む。
昆虫人からは、立場は異なるがすばらしい人物と惜しまれた。あくまで地上人として振る舞うために、昆虫人から飛行船ごと撃ち落とされかける。どうしようもない土壇場に至り、源にプロポーズをして受け入れられる（漫画のみ。映画では幻覚）。ドラえもん達とビタノの交渉もあって命拾いし、地上へと生還する。
出木松博士
声 - 速水奨
出木杉に似た科学者。気球で南極点通過を成し遂げて南極点の大穴を発見した後、のび秀と共に南極探検に挑む。
のび太からは、出木杉のそっくりがしずかのそっくりに仲が良いようで軽く嫉妬される。
源 しず代
声 - 玉川紗己子
しずかに似たのび秀の秘書。一流の登山家でもあり、のび秀たちの探検に同行する。

#### 昆虫人（ホモ・ハチビリス）
新地球の地底空洞に文明を築き上げた昆虫人類たち。学名は「ホモ・ハチビリス」。姿は蜂に似ているが、人間たちとコンタクトを取る際は人間そっくりに変身でき、彼らの文明は人類を遥かに上回っている。ドラえもんとのび太が5億年前に行った進化作業の際に、昆虫の祖先が「進化退化放射線源」の光を浴びたのが切っ掛けで、人類と同時に昆虫の進化が始まった。原作では人間よりも大分小さい身体であり、擬態時のみ人間サイズになるが映画では昆虫形態の時も人間サイズである。
ハチから進化した昆虫人ホモ・ハチビリスが主流派だが、他にもカマキリや甲虫類の昆虫人もいる。なお、地底空洞には、地上のような草や花はなく、コケや巨大なキノコなどが生えている。
チュン子
声 - こおろぎさとみ
平安時代に登場。甲虫類の昆虫人の少女。この種は人語を話せず、「チュン」と鳴く。怪我をしたところを野比奈に助けられ、そのお礼に財宝を授ける。
男女
声 - 中村大樹、伊藤美紀
平安時代に登場。山に隠れ住むホモ・ハチビリスの昆虫人。チュン子の世話をしてくれた野比奈に、財宝を授けた。
大統領
声 - 村松康雄
昆虫人ホモ・ハチビリスの大統領。探検に訪れたのび秀と会見し、地上進出を宣言する。原作では人間に擬態している時は白髪で老年のような姿だが、映画の姿は原作よりも若い。
ビタノ
声 - 林原めぐみ
昆虫人ホモ・ハチビリスの大学生で、大統領の息子。古生物学の卒業論文で、地球誕生の経緯の研究をしている。彼らの使うタイムマシンは青虫のような形をしている。
エモドラン
声 - 山田恭子
22世紀の未来から訪れ、ビタノの面倒を見ている昆虫型ロボット。ドラえもんに似ているが、体色は緑色で、ネコではなく昆虫モチーフ。ビタノのタイムマシンは22世紀のもの。
神の幻影
声 - 大塚明夫
南極大陸でのび秀たちの飛行船の前に現れ、警告を発した神様のような幻影。正体はホモ・ハチビリスの昆虫人たちが多数集まって構成した幻影である。
昆虫人
声 - 大塚明夫、大滝進矢
カマキリ型の昆虫人で、ビタノの仲間。時空間の支流に入り、タイムパトロールから逃れた。

#### 巨大ムカデ
大トコヨムシ白神のミコト／ふたまたムカデ
新地球の神話時代に現れた双頭の巨大ムカデ。毒液を吐き、甲殻はドラえもんの「無敵ホコ全自動式」も通さない。出現地域の人々は神と怖れ、異常気象もこの仕業と思い込んで生贄を捧げ鎮めようとした。ドラえもん達の誘導で2つの頭部が絡まり、逃げ込んだ洞窟が崩れて地上へ出られなくなった。

### その他
タイムパトロール隊員
声 - 秋元羊介、掛川裕彦
昆虫人たちのタイムマシンを追跡した。時空間の支流を知らなかったため、昆虫人が突然消えたことに驚いていた。
運転手
声 - 岸野一彦
未来デパートの商品配送タイムマシンの運転手。のび太のところに「創世セット」を届けた。
本屋
声 - 田口昂
のび太が創世神話を立ち読みしていた本屋の店主。のび太の他にも立ち読みしている者もいたにもかかわらず、立ち読みをしていたのび太だけを追い出した。漫画には登場しない。

## スタッフ
| 制作総指揮・原作・脚本      | 藤子・F・不二雄 |
| 作画監督                    | 富永貞義 |
| 美術設定                    | 沼井信朗 |
| 美術監督                    | 森元茂 |
| 撮影監督                    | 高橋秀子 |
| 特殊撮影                    | 渡辺由利夫 |
| 編集                        | 岡安肇 小島俊彦 中葉由美子 村井秀明 川崎晃洋 三村圭貴 |
| 録音監督                    | 浦上靖夫 |
| 監修                        | 楠部大吉郎 |
| 音楽                        | 菊池俊輔 |
| 効果                        | 柏原満 |
| プロデューサー              | 別紙壮一 小泉美明 山田俊秀 木村純一 |
| 監督                        | 芝山努 |
| 演出                        | 塚田庄英 平井峰太郎 |
| 動画検査                    | 原鐵夫 内藤真一 三宅春彦 |
| 仕上担当                    | 野中幸子 |
| 色彩設計                    | 松谷早苗 |
| 仕上監査                    | 堀越智子 師橋明子 伊藤幸子 松田理恵 渡辺陽子 |
| 特殊効果                    | 土井通明 |
| 録音スタジオ                | APUスタジオ |
| 整音                        | 大城久典 内山敬章 山本寿 |
| 録音制作                    | オーディオ・プランニング・ユー 制作デスク 小澤恵 飯草良花 |
|                             | ドルビーステレオ 一部上映館を除く |
| 技術協力                    | 森幹生 コンチネンタルファーイースト株式会社 |
| 原画                        | 飯山嘉昌 斉藤文康 大武正枝 小野隆哉 寺田千久沙 牧孝雄 小泉謙三 窪田正史 原博 遠藤靖裕 佐野哲郎 玉川真人 岡田幸子 北之原孝将 |
| 動画                        | 藤野京子 武口つるみ 内原弘美 家野尚代 大東郁子 山下真紀子 尾崎弘志 山下宗幸 佐野孝雄 長井淳二 端由美子 古川かおり 笹井昌治 伊藤みはる 中野恵美 中川弘子 清水尚猛 吉田直実 李スーヨン 大杉宜弘 松野真由美 国島裕子 藤本真弓 小川祐子 山田海音利 金子道子 椎野哲矢 長谷川良子                       |
| 仕上                        | 高木理恵 川東みど里 石田奈央美 森川典子 北岡なな子 市川加奈子 亀井ひふみ 赤坂稲子 江田美穂子 大槻陽子 野田頼子 木村好子 馬場洋子 明田ひとみ 藤木従子 杉本雅美 高谷公子 出口圭子 近藤弘子 永田和子 石田朋子 辻本和代 今泉ひとみ 西原直美 藤本サオリ 内林裕美 大場昭子 石川弥生 山崎麻衣子 和田憲央 |
| 美術レイアウト              | 川本征平 |
| 背景                        | 工藤剛一 高野正道 浜名お考 高橋邦江 岡次郎 有田菜 輪谷優二 風戸俊介 |
| 撮影                        | 梅田俊之 谷口久美子 市川智 石井ゆり子 杉澤義雄 小川滋見 飛内達史 田村淳 河内徳子 伊藤修一 |
| オープニング演出            | 渡辺三千成 |
| コンピューター グラフィック | 水端聡 山本浩也 八木昭宏 |
| エリ合成                    | 末弘孝史 |
| タイトル                    | 道川昭 |
| 現像                        | 東京現像所 |
| 連載                        | コロコロコミック |
| 掲載                        | 小学館の学習雑誌 マミィ 小学一年生 ベビーブック 小学二年生 めばえ 小学三年生 幼稚園 小学四年生 学習幼稚園 小学五年生 てれびくん 小学六年生 別冊コロコロコミック |
| 協力                        | オーディオプランニングユー アトリエローク 旭プロダクション 岡安プロモーション 京都アニメーション 夢弦館 トミプロダクション 亜細亜堂 スタディオメイツ プロダクション・アイジー プロジェクトチームサラ マキプロダクション                                                                           |
| 文芸                        | 滝原弥生 |
| 制作事務                    | 青鹿乃子 杉野友紀 |
| 制作進行                    | 星野匡章 馬渕吉喜 大金修一 志村宏明 八田陽子 大橋永晴 |
| 制作デスク                  | 市川芳彦 大澤正享 |
| 制作協力                    | 藤子プロ ASATSU |
| 制作                        | シンエイ動画 小学館 テレビ朝日 |
|                             | ©藤子・小学館・テレビ朝日1995 |

## 主題歌
オープニングテーマ「ドラえもんのうた」
作詞 - 楠部工 / 作曲・編曲 - 菊池俊輔 / 唄 - 山野さと子（コロムビアレコード）
エンディングテーマ「さよならにさよなら」
作詞 - 武田鉄矢 / 作曲 - 千葉和臣 / 編曲 - 藤原いくろう / 唄 - 海援隊（ポリドール）
原作では元の世界に戻ったドラえもん達がこれから日記を仕上げなければならない事に辟易する場面で終わるが、映画ではスタッフロールの背景にて、完成した創世日記が1ページずつ映し出される形となっている。